# Deuxième circonscription des Bouches-du-Rhône
La deuxième circonscription des Bouches-du-Rhône est l'une des 16 circonscriptions législatives que compte le département français des Bouches-du-Rhône (13), situé en région Provence-Alpes-Côte d'Azur.
Elle est située dans la ville de Marseille, couvrant actuellement ses 7e et 8e arrondissements. Elle est représentée à l'Assemblée nationale lors de la XVIIe législature de la Cinquième République par Laurent Lhardit, député du PS.

## Description géographique et démographique

### De 1958 à 1986
La deuxième circonscription des Bouches-du-Rhône était composée de :
- le 1er arrondissement de Marseille ;
- le 8e arrondissement de Marseille ;
- les bureaux 102 à 126 du 6e arrondissement de Marseille.

### 1986-2012
La deuxième circonscription des Bouches-du-Rhône regroupe le littoral sud et résidentiel de la ville de Marseille. Circonscription entièrement urbaine, elle regroupe les cantons suivants : 
- Canton de Marseille-La Pointe-Rouge ;
- Canton de Marseille-Saint-Giniez ;
- Canton de Marseille-Vauban.

D'après le recensement général de la population en 2006, la population totale de cette circonscription est estimée à 98 744 habitants.

### Depuis 2012
Depuis le redécoupage des circonscriptions législatives françaises de 2010, la circonscription comprend :
- le 7e arrondissement ;
- le 8e arrondissement.

En 2008, elle compte 114 826 habitants.

## Description historique et politique
La circonscription est historiquement ancrée à droite. Elle est notamment représentée par Jean-Claude Gaudin entre 1978 et 1993.

## Historique des résultats
| Législature | Début de mandat | Fin de mandat  | Député               | Parti politique | Observations |
| ----------- | --------------- | -------------- | -------------------- | --------------- | --- |
| Ire         | 9 décembre 1958 | 9 octobre 1962 | Jean Fraissinet      | IPAS            | Mandat écourté à la suite d'une dissolution parlementaire décidée par Charles de Gaulle.                                                                                |
| IIe         | 6 décembre 1962 | 2 avril 1967   | Daniel Matalon       | SFIO            | Conseiller général du canton de Marseille-Montolivet. |
| IIIe        | 3 avril 1967    | 30 mai 1968    | Charles-Émile Loo    | SFIO            | Mandat écourté à la suite d'une dissolution parlementaire décidée par Charles de Gaulle.                                                                                |
| IVe         | 11 juillet 1968 | 1er avril 1973 | Pierre Lucas         | UDR             | |
| Ve          | 2 avril 1973    | 2 avril 1978   | Charles-Émile Loo    | SFIO            | |
| VIe         | 3 avril 1978    | 22 mai 1981    | Jean-Claude Gaudin   | UDF             | Mandat écourté à la suite d'une dissolution parlementaire décidée par François Mitterrand.                                                                              |
| VIIe        | 2 juillet 1981  | 1er avril 1986 | Jean-Claude Gaudin   | UDF             | Maire du 4e secteur de Marseille. |
| IXe         | 23 juin 1988    | 1er avril 1993 | Jean-Claude Gaudin   | UDF-PR          | Président du conseil régional de Provence-Alpes-Côte d'Azur. Remplacé par Jean-François Mattei le 4 décembre 1989 à la suite de son élection au Sénat (2 octobre 1989). |
| Xe          | 2 avril 1993    | 21 avril 1997  | Jean-François Mattei | UDF-PR          | Mandat écourté à la suite d'une dissolution parlementaire décidée par Jacques Chirac.                                                                                   |
| XIe         | 12 juin 1997    | 18 juin 2002   | Jean-François Mattei | UDF-PPDF        | |
| XIIe        | 19 juin 2002    | 19 juin 2007   | Jean-François Mattei | UMP             | Remplacé par Dominique Tian le 19 juillet 2002 à la suite de sa nomination au gouvernement.                                                                             |
| XIIIe       | 20 juin 2007    | 19 juin 2012   | Dominique Tian       | UMP             | Maire du 4e secteur de Marseille. |
| XIVe        | 20 juin 2012    | 20 juin 2017   | Dominique Tian       | UMP puis LR     | Maire du 4e secteur de Marseille puis 1er adjoint au maire de Marseille.                                                                                                |
| XVe         | 21 juin 2017    | 21 juin 2022   | Claire Pitollat      | LREM            | |
| XVIe        | 22 juin 2022    | 9 juin 2024    | Claire Pitollat      | LREM-ENS        | Mandat écourté à la suite d'une dissolution parlementaire décidée par Emmanuel Macron.                                                                                  |
| XVIIe       | 8 juillet 2024  | En cours       | Laurent Lhardit      | PS              | |

## Résultats électoraux

### Élections législatives de 1958
| Candidat       | Candidat              | Parti          | Premier tour | Premier tour | Second tour | Second tour |  |
| Candidat       | Candidat              | Parti          | Voix         | %            | Voix        | %           |  |
| -------------- | --------------------- | -------------- | ------------ | ------------ | ----------- | ----------- |  |
|                | Jean Fraissinet élu   | Modérés        | 19 082       | 39,03        | 24 149      | 47,54       |  |
|                | Daniel Matalon        | SFIO           | 13 439       | 27,49        | 16 176      | 31,84       |  |
|                | Georges Lazzarino     | PCF            | 9 856        | 20,16        | 10 475      | 20,62       |  |
|                | Jean-François Filippi | CR             | 4 626        | 9,46         | Retrait     | Retrait     |  |
|                | Marcel Leforestier    | UFD            | 1 309        | 2,68         |             |             |  |
|                | Henri Niederoest      | UFF            | 580          | 1,19         |             |             |  |
|                |                       |                |              |              |             |             |  |
| Inscrits       | Inscrits              | Inscrits       | 67 599       | 100,00       | 67 643      | 100,00      |  |
| Abstentions    | Abstentions           | Abstentions    | 17 770       | 26,29        | 15 851      | 23,43       |  |
| Votants        | Votants               | Votants        | 49 829       | 73,71        | 51 792      | 76,57       |  |
| Blancs et nuls | Blancs et nuls        | Blancs et nuls | 937          | 1,88         | 992         | 1,92        |  |
| Exprimés       | Exprimés              | Exprimés       | 48 892       | 98,12        | 50 800      | 98,08       |  |

Jean Fraissinet était apparenté au groupe des Indépendants et Paysans d'action sociale (CNIP).
Son suppléant était le Docteur Étienne Girbal, conseiller municipal et ancien adjoint au maire de Marseille.

### Élections législatives de 1962
| Candidat       | Candidat                | Parti          | Premier tour | Premier tour | Second tour | Second tour |  |
| Candidat       | Candidat                | Parti          | Voix         | %            | Voix        | %           |  |
| -------------- | ----------------------- | -------------- | ------------ | ------------ | ----------- | ----------- |  |
|                | Yves Le Tac             | UNR-UDT        | 12 952       | 28,58        | 17 207      | 34,79       |  |
|                | Jean Fraissinet sortant | CNIP           | 11 630       | 25,66        | 11 697      | 23,65       |  |
|                | Daniel Matalon élu      | SFIO           | 10 716       | 23,64        | 20 540      | 41,53       |  |
|                | Georges Lazzarino       | PCF            | 10 024       | 22,12        | 9           | 0,02        |  |
|                |                         |                |              |              |             |             |  |
| Inscrits       | Inscrits                | Inscrits       | 73 131       | 100,00       | 72 714      | 100,00      |  |
| Abstentions    | Abstentions             | Abstentions    | 26 879       | 36,75        | 22 192      | 30,52       |  |
| Votants        | Votants                 | Votants        | 46 252       | 63,25        | 50 522      | 69,48       |  |
| Blancs et nuls | Blancs et nuls          | Blancs et nuls | 930          | 2,01         | 1 069       | 2,12        |  |
| Exprimés       | Exprimés                | Exprimés       | 45 322       | 97,99        | 49 453      | 97,88       |  |

Le suppléant de Daniel Matalon était Gaëtan Jayle, professeur à la faculté de Médecine.
Daniel Matalon fut exclu de la SFIO en 1965, et siégea parmi les non-inscrits.

### Élections législatives de 1967
| Candidat       | Candidat               | Parti                     | Premier tour | Premier tour | Second tour | Second tour |  |
| Candidat       | Candidat               | Parti                     | Voix         | %            | Voix        | %           |  |
| -------------- | ---------------------- | ------------------------- | ------------ | ------------ | ----------- | ----------- |  |
|                | Joseph Comiti          | UD-Ve                     | 18 226       | 31,26        | 26 635      | 46,18       |  |
|                | Georges Lazzarino      | PCF                       | 11 257       | 19,31        | Retrait     | Retrait     |  |
|                | Charles-Émile Loo élu  | SFIO (FGDS)               | 11 238       | 19,27        | 31 040      | 53,82       |  |
|                | Jean Chélini           | CD (PDM)                  | 7 634        | 13,09        |             |             |  |
|                | Daniel Matalon sortant | Extrême gauche            | 5 441        | 9,33         |             |             |  |
|                | Marcel Glard           | ARLP                      | 3 928        | 6,74         |             |             |  |
|                | Jean Barre             | Divers droite (Gaulliste) | 586          | 1            |             |             |  |
|                |                        |                           |              |              |             |             |  |
| Inscrits       | Inscrits               | Inscrits                  | 81 331       | 100,00       | 81 345      | 100,00      |  |
| Abstentions    | Abstentions            | Abstentions               | 22 002       | 27,05        | 21 555      | 26,5        |  |
| Votants        | Votants                | Votants                   | 59 329       | 72,95        | 59 790      | 73,5        |  |
| Blancs et nuls | Blancs et nuls         | Blancs et nuls            | 1 019        | 1,72         | 2 115       | 3,54        |  |
| Exprimés       | Exprimés               | Exprimés                  | 58 310       | 98,28        | 57 675      | 96,46       |  |

La suppléante de Charles-Émile Loo était Yvette Fuillet, assureur, conseillère municipale de Marseille.
La suppléante de Joseph Comiti était Danièle Breem, journaliste parlementaire.

### Élections législatives de 1968
| Candidat       | Candidat                  | Parti                     | Premier tour | Premier tour | Second tour | Second tour |  |
| Candidat       | Candidat                  | Parti                     | Voix         | %            | Voix        | %           |  |
| -------------- | ------------------------- | ------------------------- | ------------ | ------------ | ----------- | ----------- |  |
|                | Pierre Lucas élu          | UDR (URP)                 | 19 889       | 34,94        | 30 444      | 54,2        |  |
|                | Charles-Émile Loo sortant | SFIO (FGDS)               | 11 288       | 19,83        | 25 723      | 45,8        |  |
|                | Georges Lazzarino         | PCF                       | 10 416       | 18,3         | Retrait     | Retrait     |  |
|                | Jean Chélini              | CD (PDM)                  | 9 902        | 17,4         | Retrait     | Retrait     |  |
|                | Daniel Matalon            | Extrême gauche            | 2 130        | 3,74         |             |             |  |
|                | Victor Marcantetti        | Divers droite (Gaulliste) | 1 698        | 2,98         |             |             |  |
|                | M. Aubert                 | PSU                       | 1 229        | 2,16         |             |             |  |
|                | Gérard Bartissol          | Rad                       | 365          | 0,64         |             |             |  |
|                |                           |                           |              |              |             |             |  |
| Inscrits       | Inscrits                  | Inscrits                  | 79 856       | 100,00       | 79 861      | 100,00      |  |
| Abstentions    | Abstentions               | Abstentions               | 22 274       | 27,89        | 22 051      | 27,61       |  |
| Votants        | Votants                   | Votants                   | 57 582       | 72,11        | 57 810      | 72,39       |  |
| Blancs et nuls | Blancs et nuls            | Blancs et nuls            | 665          | 1,15         | 1 643       | 2,84        |  |
| Exprimés       | Exprimés                  | Exprimés                  | 56 917       | 98,85        | 56 167      | 97,16       |  |

Le suppléant de Pierre Lucas était Jean Luciani, employé, membre du Front Travailliste (Gaullistes de gauche).

### Élections législatives de 1973
| Candidat       | Candidat              | Parti          | Premier tour | Premier tour | Second tour | Second tour |  |
| Candidat       | Candidat              | Parti          | Voix         | %            | Voix        | %           |  |
| -------------- | --------------------- | -------------- | ------------ | ------------ | ----------- | ----------- |  |
|                | Pierre Lucas sortant  | UDR (URP)      | 18 250       | 28,77        | 32 228      | 48,79       |  |
|                | Charles-Émile Loo élu | PS (UGSD)      | 18 008       | 28,39        | 33 828      | 51,21       |  |
|                | Pierre Laugier        | PCF            | 12 382       | 19,52        | Retrait     | Retrait     |  |
|                | Jean Chélini          | CD (MR)        | 9 874        | 15,56        | Retrait     | Retrait     |  |
|                | Jean-Claude Gaudin    | CNIP           | 3 244        | 5,11         |             |             |  |
|                | Roland Soler          | FN             | 1 680        | 2,65         |             |             |  |
|                |                       |                |              |              |             |             |  |
| Inscrits       | Inscrits              | Inscrits       | 89 000       | 100,00       | 88 999      | 100,00      |  |
| Abstentions    | Abstentions           | Abstentions    | 24 527       | 27,56        | 21 167      | 23,78       |  |
| Votants        | Votants               | Votants        | 64 473       | 72,44        | 67 832      | 76,22       |  |
| Blancs et nuls | Blancs et nuls        | Blancs et nuls | 1 035        | 1,61         | 1 776       | 2,62        |  |
| Exprimés       | Exprimés              | Exprimés       | 63 438       | 98,39        | 66 056      | 97,38       |  |

La suppléante de Charles-Émile Loo était Yvette Fuillet, assureur.

### Élections législatives de 1978
| Candidat                                              | Candidat                  | Parti              | Premier tour | Premier tour | Second tour | Second tour |  |
| Candidat                                              | Candidat                  | Parti              | Voix         | %            | Voix        | %           |  |
| ----------------------------------------------------- | ------------------------- | ------------------ | ------------ | ------------ | ----------- | ----------- |  |
|                                                       | Charles-Émile Loo sortant | PS                 | 19 456       | 24,81        | 38 617      | 46,43       |  |
|                                                       | Jean-Claude Gaudin élu    | UDF (PR)           | 19 391       | 24,73        | 44 561      | 53,67       |  |
|                                                       | Pierre Lucas              | RPR                | 16 713       | 21,31        | Retrait     | Retrait     |  |
|                                                       | Sébastien Giudicelli      | PCF                | 15 328       | 19,55        | Retrait     | Retrait     |  |
|                                                       | Marie-Hélène Meynet       | Écologie 78        | 3 764        | 4,80         |             |             |  |
|                                                       | Daniel Bescheron          | FN                 | 911          | 1,16         |             |             |  |
|                                                       | Claude Perpère            | Divers (GO)        | 758          | 0,97         |             |             |  |
|                                                       | Auguste Bonifacci         | Divers droite (DC) | 693          | 0,88         |             |             |  |
|                                                       | Jean-Pierre Dalmas        | LO                 | 622          | 0,79         |             |             |  |
|                                                       | Julien Fritz              | PSU (FA)           | 581          | 0,74         |             |             |  |
|                                                       | Michel Coutsoucos         | UGP                | 203          | 0,26         |             |             |  |
|                                                       |                           |                    |              |              |             |             |  |
| Inscrits                                              | Inscrits                  | Inscrits           | 44 788       | 100,00       | 44 787      | 100,00      |  |
| Abstentions                                           | Abstentions               | Abstentions        | 14 973       | 33,43        | 12 786      | 28,55       |  |
| Votants                                               | Votants                   | Votants            | 29 815       | 66,57        | 32 001      | 71,45       |  |
| Blancs et nuls                                        | Blancs et nuls            | Blancs et nuls     | 370          | 1,24         | 662         | 2,07        |  |
| Exprimés                                              | Exprimés                  | Exprimés           | 29 445       | 98,76        | 31 339      | 97,93       |  |
| Source : Data.gouv et Sud Ouest du 21 mars 1978, p. 9 |                           |                    |              |              |             |             |  |

La suppléante de Jean-Claude Gaudin était Élisabeth Joannon, animatrice d'oeuvres sociales.

### Élections législatives de 1981
| Candidat           | Candidat                         | Parti          | Premier tour | Premier tour | Second tour | Second tour |  |
| Candidat           | Candidat                         | Parti          | Voix         | %            | Voix        | %           |  |
| ------------------ | -------------------------------- | -------------- | ------------ | ------------ | ----------- | ----------- |  |
|                    | Jean-Claude Gaudin sortant réélu | UDF (PR)       | 30 778       | 45,67        | 37 680      | 50,66       |  |
|                    | Charles-Émile Loo                | PS             | 22 887       | 33,96        | 36 701      | 49,34       |  |
|                    | Sébastien Giudicelli             | PCF            | 9 707        | 14,40        |             |             |  |
|                    | Claude Saint-Martin              | MÉP            | 1 793        | 2,66         |             |             |  |
|                    | Pierre Lucas                     | Divers droite  | 1 369        | 2,03         |             |             |  |
|                    | Daniel Bescheron                 | FN             | 858          | 1,27         |             |             |  |
|                    | Roland Corté                     | PFN            | 0            | 0,00         |             |             |  |
|                    |                                  |                |              |              |             |             |  |
| Inscrits           | Inscrits                         | Inscrits       | 106 615      | 100,00       | 106 618     | 100,00      |  |
| Abstentions        | Abstentions                      | Abstentions    | 38 738       | 36,33        | 31 029      | 29,1        |  |
| Votants            | Votants                          | Votants        | 67 877       | 63,67        | 75 589      | 70,9        |  |
| Blancs et nuls     | Blancs et nuls                   | Blancs et nuls | 485          | 0,71         | 1 208       | 1,6         |  |
| Exprimés           | Exprimés                         | Exprimés       | 67 392       | 99,29        | 74 381      | 98,4        |  |
| Source : Data.gouv |                                  |                |              |              |             |             |  |

Le suppléant de Jean-Claude Gaudin était Jean Roatta, artisan carrossier.

### Élections législatives de 1988
| Candidat                                                   | Candidat               | Parti          | Premier tour | Premier tour | Second tour | Second tour |  |
| Candidat                                                   | Candidat               | Parti          | Voix         | %            | Voix        | %           |  |
| ---------------------------------------------------------- | ---------------------- | -------------- | ------------ | ------------ | ----------- | ----------- |  |
|                                                            | Jean-Claude Gaudin élu | UDF (PR) (URC) | 17 276       | 43,60        | 26 074      | 60,63       |  |
|                                                            | Jean-Victor Cordonnier | PS             | 11 010       | 27,79        | 16 928      | 39,37       |  |
|                                                            | Jean Galland           | FN             | 8 061        | 20,34        | Retrait     | Retrait     |  |
|                                                            | Robert Allione         | PCF            | 3 013        | 7,60         |             |             |  |
|                                                            | Jean-Pierre Castellani | diss. RPR      | 265          | 0,67         |             |             |  |
|                                                            | Jean-Claude Gourheux   | CNIP           | 0            | 0,00         |             |             |  |
|                                                            |                        |                |              |              |             |             |  |
| Inscrits                                                   | Inscrits               | Inscrits       | 63 028       | 100,00       | 63 028      | 100,00      |  |
| Abstentions                                                | Abstentions            | Abstentions    | 22 995       | 36,48        | 19 120      | 30,34       |  |
| Votants                                                    | Votants                | Votants        | 40 033       | 63,52        | 43 908      | 69,66       |  |
| Blancs et nuls                                             | Blancs et nuls         | Blancs et nuls | 408          | 1,02         | 906         | 2,06        |  |
| Exprimés                                                   | Exprimés               | Exprimés       | 39 625       | 98,98        | 43 002      | 97,94       |  |
| Source : Données du CDSP et Le Monde du 7 juin 1988, p. 15 |                        |                |              |              |             |             |  |

Le suppléant de Jean-Claude Gaudin était Jean-François Mattéi, Professeur à la Faculté de Médecine, conseiller général, conseiller municipal de Marseille.
Jean-Claude Gaudin est élu sénateur le 24 septembre 1989.

### Élection partielle du 26 novembre et 4 décembre 1989
| Candidat       | Candidat                 | Parti          | Premier tour | Premier tour | Second tour | Second tour |  |
| Candidat       | Candidat                 | Parti          | Voix         | %            | Voix        | %           |  |
| -------------- | ------------------------ | -------------- | ------------ | ------------ | ----------- | ----------- |  |
|                | Jean-François Mattéi élu | UDF            | 7 785        | 39,19        | 13 161      | 52,81       |  |
|                | Marie-Claude Roussel     | FN             | 6 564        | 33,04        | 11 757      | 47,18       |  |
|                | Michèle Poncet-Ramade    | PS             | 2 602        | 13,10        |             |             |  |
|                | Robert Allione           | PCF            | 1 471        | 7,40         |             |             |  |
|                | Gérard Monnier-Besombes  | Les Verts      | 1 264        | 6,36         |             |             |  |
|                | Didier Tureau            | Extrême droite | 151          | 0,76         |             |             |  |
|                | Pierre Avossa            | Divers         | 23           | 0,11         |             |             |  |
|                | Danièle Pecout           | LO             | 374          | 1,33         |             |             |  |
|                | Corinne Raynaud          | PT             | 243          | 0,86         |             |             |  |
|                |                          |                |              |              |             |             |  |
| Inscrits       | Inscrits                 | Inscrits       | 61 604       | 100,00       | 61 604      | 100,00      |  |
| Abstentions    | Abstentions              | Abstentions    | 41 543       | 67,44        | 35 781      | 58,08       |  |
| Votants        | Votants                  | Votants        | 20 061       | 32,56        | 25 823      | 41,92       |  |
| Blancs et nuls | Blancs et nuls           | Blancs et nuls | 200          | 1            | 905         | 3,5         |  |
| Exprimés       | Exprimés                 | Exprimés       | 19 861       | 99           | 24 918      | 96,5        |  |

### Élections législatives de 1993
| Candidat           | Candidat                           | Parti          | Premier tour | Premier tour | Second tour | Second tour |  |
| Candidat           | Candidat                           | Parti          | Voix         | %            | Voix        | %           |  |
| ------------------ | ---------------------------------- | -------------- | ------------ | ------------ | ----------- | ----------- |  |
|                    | Jean-François Mattei sortant réélu | UDF (PR)       | 17 647       | 48,89        | 23 963      | 75,14       |  |
|                    | Hubert Savon                       | FN             | 7 258        | 20,11        | 7 930       | 24,86       |  |
|                    | Bernard Pigamo                     | PS (ADFP)      | 4 630        | 12,83        |             |             |  |
|                    | Jean-Pierre Fouquet                | GÉ (EÉ)        | 2 832        | 7,85         |             |             |  |
|                    | Robert Allione                     | PCF            | 2 786        | 7,72         |             |             |  |
|                    | Marc Deydier                       | LT-LNÉ         | 828          | 2,29         |             |             |  |
|                    | Mohamed Saib                       | PLN            | 112          | 0,31         |             |             |  |
|                    |                                    |                |              |              |             |             |  |
| Inscrits           | Inscrits                           | Inscrits       | 61 192       | 100,00       | 61 192      | 100,00      |  |
| Abstentions        | Abstentions                        | Abstentions    | 23 939       | 39,12        | 25 798      | 42,16       |  |
| Votants            | Votants                            | Votants        | 37 253       | 60,88        | 35 394      | 57,84       |  |
| Blancs et nuls     | Blancs et nuls                     | Blancs et nuls | 1 160        | 3,11         | 3 501       | 9,89        |  |
| Exprimés           | Exprimés                           | Exprimés       | 36 093       | 96,89        | 31 893      | 90,11       |  |
| Source : Data.gouv |                                    |                |              |              |             |             |  |

La suppléante de Jean-François Mattéi était Ivane Eymieu, Vice-Présidente du Conseil régional.

### Élections législatives de 1997
| Candidat       | Candidat                           | Parti             | Premier tour | Premier tour | Second tour | Second tour |  |
| Candidat       | Candidat                           | Parti             | Voix         | %            | Voix        | %           |  |
| -------------- | ---------------------------------- | ----------------- | ------------ | ------------ | ----------- | ----------- |  |
|                | Jean-François Mattei sortant réélu | UDF (PR)          | 14 388       | 40,88        | 26 608      | 79,24       |  |
|                | Hubert Savon                       | FN                | 7 359        | 20,91        | 6 973       | 20,76       |  |
|                | Francis Allouch                    | PS                | 6 813        | 19,36        |             |             |  |
|                | Marie-Françoise Palloix            | PCF               | 2 921        | 8,3          |             |             |  |
|                | Jean-Pierre Fouquet                | Les Verts         | 923          | 2,62         |             |             |  |
|                | André Thion                        | MPF (LDI)         | 831          | 2,36         |             |             |  |
|                | Olivier Bonnard                    | GÉ                | 609          | 1,73         |             |             |  |
|                | Jeannine Manuceau                  | Divers écologiste | 405          | 1,15         |             |             |  |
|                | Catherine Merveilleux              | PRS               | 344          | 0,98         |             |             |  |
|                | Dominique Surry                    | LT-LNÉ            | 240          | 0,68         |             |             |  |
|                | Pascal Guérif                      | US4J              | 238          | 0,68         |             |             |  |
|                | Jean-Marc Gaufres                  | Extrême droite    | 91           | 0,26         |             |             |  |
|                | Mathilde Ciaravino                 | PLN               | 33           | 0,09         |             |             |  |
|                |                                    |                   |              |              |             |             |  |
| Inscrits       | Inscrits                           | Inscrits          | 57 109       | 100,00       | 57 110      | 100,00      |  |
| Abstentions    | Abstentions                        | Abstentions       | 20 935       | 36,66        | 20 179      | 35,33       |  |
| Votants        | Votants                            | Votants           | 36 174       | 63,34        | 36 931      | 64,67       |  |
| Blancs et nuls | Blancs et nuls                     | Blancs et nuls    | 979          | 2,71         | 3 350       | 9,07        |  |
| Exprimés       | Exprimés                           | Exprimés          | 35 195       | 97,29        | 33 581      | 90,93       |  |

Le suppléant de Jean-François Mattéi était Dominique Tian, maire des 6ème et 8ème arrondissements de Marseille.

### Élections législatives de 2002
|                | Jean-François Mattei sortant réélu | UMP            | 21 312 | 54,88  |  |  |  |
|                | Francis Allouch                    | PS             | 7 839  | 20,19  |  |  |  |
|                | Delphine Chomard                   | FN             | 5 825  | 15     |  |  |  |
|                | Marie-Françoise Palloix            | PCF            | 1 275  | 3,28   |  |  |  |
|                | Geneviève Colonna d'Istria         | MNR            | 558    | 1,44   |  |  |  |
|                | Paule Annen                        | LCR            | 419    | 1,08   |  |  |  |
|                | Béatrice Chrétien                  | LT-LNÉ         | 384    | 0,99   |  |  |  |
|                | Régine Sellier                     | Cap21          | 238    | 0,61   |  |  |  |
|                | Anne Roche                         | LO             | 235    | 0,61   |  |  |  |
|                | Anne Delachet                      | MÉI            | 181    | 0,47   |  |  |  |
|                | Laurent Jalabert                   | GÉ             | 167    | 0,43   |  |  |  |
|                | Alain Assouad                      | Divers         | 158    | 0,41   |  |  |  |
|                | Bertrand Dubail                    | Divers         | 104    | 0,27   |  |  |  |
|                | Michèle Demaria                    | Divers         | 86     | 0,22   |  |  |  |
|                | Odile Clayette                     | Divers         | 54     | 0,14   |  |  |  |
|                |                                    |                |        |        |  |  |  |
| Inscrits       | Inscrits                           | Inscrits       | 58 400 | 100,00 |  |  |  |
| Abstentions    | Abstentions                        | Abstentions    | 19 172 | 32,83  |  |  |  |
| Votants        | Votants                            | Votants        | 39 228 | 67,17  |  |  |  |
| Blancs et nuls | Blancs et nuls                     | Blancs et nuls | 393    | 1      |  |  |  |
| Exprimés       | Exprimés                           | Exprimés       | 38 835 | 99     |  |  |  |

Le suppléant de Jean-François Mattéi était Dominique Tian.

### Élections législatives de 2007
|                | Dominique Tian élu      | UMP                        | 22 108 | 57,02  |  |  |  |
|                | Nathalie Pigamo         | PS                         | 6 879  | 17,74  |  |  |  |
|                | Anne Claudius-Petit     | UDF–MoDem                  | 3 159  | 8,15   |  |  |  |
|                | Bernard Marandat        | FN                         | 2 097  | 5,41   |  |  |  |
|                | Marie-Françoise Palloix | PCF                        | 1 272  | 3,28   |  |  |  |
|                | Michèle Poncet-Ramade   | Les Verts                  | 1 034  | 2,67   |  |  |  |
|                | Dominique Cardon        | Extrême gauche (LCR)       | 704    | 1,82   |  |  |  |
|                | Marcelle Teychene       | Divers écologiste (LT-LNÉ) | 455    | 1,17   |  |  |  |
|                | Arezki Selloum          | MPF                        | 252    | 0,65   |  |  |  |
|                | Gabriel van Gaver       | Extrême droite (MNR)       | 222    | 0,57   |  |  |  |
|                | Françoise Montigny      | Divers (LFA)               | 191    | 0,49   |  |  |  |
|                | François Roche          | Extrême gauche (LO)        | 187    | 0,48   |  |  |  |
|                | Conception Denia Salone | Divers écologiste          | 93     | 0,24   |  |  |  |
|                | Alain Assouad           | Divers droite (AL)         | 80     | 0,21   |  |  |  |
|                | Éliane Boudara          | Divers droite              | 42     | 0,11   |  |  |  |
|                | Marie Prost             | Divers                     | 0      | 0,00   |  |  |  |
|                |                         |                            |        |        |  |  |  |
| Inscrits       | Inscrits                | Inscrits                   | 65 315 | 100,00 |  |  |  |
| Abstentions    | Abstentions             | Abstentions                | 26 186 | 40,09  |  |  |  |
| Votants        | Votants                 | Votants                    | 39 129 | 59,91  |  |  |  |
| Blancs et nuls | Blancs et nuls          | Blancs et nuls             | 354    | 0,9    |  |  |  |
| Exprimés       | Exprimés                | Exprimés                   | 38 775 | 99,1   |  |  |  |

Le suppléant de Dominique Tian était Richard Miron, adjoint au maire de Marseille (2008-2020).

### Élections législatives de 2012
| Candidat       | Candidat                     | Parti                    | Premier tour | Premier tour | Second tour | Second tour |  |
| Candidat       | Candidat                     | Parti                    | Voix         | %            | Voix        | %           |  |
| -------------- | ---------------------------- | ------------------------ | ------------ | ------------ | ----------- | ----------- |  |
|                | Dominique Tian sortant réélu | UMP                      | 18 602       | 41,06        | 23 771      | 58,46       |  |
|                | Jean-Pierre Mignard          | PS (EÉLV)                | 13 138       | 29,00        | 16 891      | 41,54       |  |
|                | Alexandre Bartolini          | RBM (FN)                 | 8 083        | 17,84        |             |             |  |
|                | Christian Pellicani          | FG (PCF) (Divers gauche) | 3 029        | 6,69         |             |             |  |
|                | Florence Bistagne            | CpF (MoDem)              | 1 064        | 2,35         |             |             |  |
|                | Dominique Surry              | LT-LNÉ                   | 531          | 1,17         |             |             |  |
|                | Pierre-Marie Sanson          | AÉI                      | 287          | 0,63         |             |             |  |
|                | Louis-Jacques Di Stefano     | DLR                      | 234          | 0,52         |             |             |  |
|                | Marie Contaux                | NPA                      | 133          | 0,29         |             |             |  |
|                | Patricia Dupuy               | diss. EÉLV (PO)          | 112          | 0,25         |             |             |  |
|                | Brigitte Espaze              | LO                       | 96           | 0,21         |             |             |  |
|                |                              |                          |              |              |             |             |  |
| Inscrits       | Inscrits                     | Inscrits                 | 77 390       | 100,00       | 77 369      | 100,00      |  |
| Abstentions    | Abstentions                  | Abstentions              | 31 710       | 40,97        | 35 483      | 45,86       |  |
| Votants        | Votants                      | Votants                  | 45 680       | 59,03        | 41 886      | 54,14       |  |
| Blancs et nuls | Blancs et nuls               | Blancs et nuls           | 371          | 0,81         | 1 224       | 2,92        |  |
| Exprimés       | Exprimés                     | Exprimés                 | 45 309       | 99,19        | 40 662      | 97,08       |  |

La suppléant de Dominique Tian était Sabine Bernasconi, conseillère municipale, maire du 1er secteur de Marseille (2014-2020).

### Élections législatives de 2017
|                                                                                   | |                           |                           |                          |                          |
|                                                                                   | | Premier tour 11 juin 2017 | Premier tour 11 juin 2017 | Second tour 18 juin 2017 | Second tour 18 juin 2017 |
|                                                                                   | |                           |                           |                          |                          |
|                                                                                   | | Nombre                    | % des inscrits            | Nombre                   | % des inscrits           |
| Inscrits                                                                          | Inscrits | 78 732                    | 100,00                    | 78 714                   | 100,00                   |
| Abstentions                                                                       | Abstentions | 38 867                    | 49,37                     | 45 523                   | 57,83                    |
| Votants                                                                           | Votants | 39 865                    | 50,63                     | 33 191                   | 42,17                    |
|                                                                                   | |                           | % des votants             |                          | % des votants            |
| Bulletins blancs                                                                  | Bulletins blancs | 372                       | 0,93                      | 2 006                    | 6,04                     |
| Bulletins nuls                                                                    | Bulletins nuls | 110                       | 0,28                      | 646                      | 1,95                     |
| Suffrages exprimés                                                                | Suffrages exprimés | 39 383                    | 98,79                     | 30 539                   | 92,01                    |
|                                                                                   | |                           |                           |                          |                          |
| Candidat Étiquette politique (partis et alliances)                                | Candidat Étiquette politique (partis et alliances) | Voix                      | % des exprimés            | Voix                     | % des exprimés           |
|                                                                                   | |                           |                           |                          |                          |
|                                                                                   | Claire Pitollat La République en marche | 14 372                    | 36,49                     | 16 725                   | 54,77                    |
|                                                                                   | Dominique Tian (député sortant) Les Républicains (Union des démocrates et indépendants)                                                                  | 9 933                     | 25,22                     | 13 814                   | 45,23                    |
|                                                                                   | Caroline Sicard Front national | 5 012                     | 12,73                     |                          |                          |
|                                                                                   | Ariane Gil La France insoumise | 4 124                     | 10,47                     |                          |                          |
|                                                                                   | Christine Juste Europe Écologie Les Verts | 1 532                     | 3,89                      |                          |                          |
|                                                                                   | Annie Levy-Mozziconacci Parti socialiste | 1 326                     | 3,37                      |                          |                          |
|                                                                                   | Audrey Garino Parti communiste français | 1 128                     | 2,86                      |                          |                          |
|                                                                                   | Dominique Surry Écologiste (Mouvement écologiste indépendant - Le Trèfle - Mouvement hommes animaux nature)                                              | 572                       | 1,45                      |                          |                          |
|                                                                                   | Bernadette Monetto Debout la France | 547                       | 1,39                      |                          |                          |
|                                                                                   | Michèle Carayon Extrême droite (Union des patriotes - Comités Jeanne - Parti de la France - Civitas - Souveraineté, identité et libertés - Ligue du Sud) | 240                       | 0,61                      |                          |                          |
|                                                                                   | Natacha Cetri Divers (Union populaire républicaine) | 200                       | 0,51                      |                          |                          |
|                                                                                   | Mohamed Mosbah Écologiste (Mouvement 100 %) | 142                       | 0,36                      |                          |                          |
|                                                                                   | Brigitte Espaze Lutte ouvrière | 113                       | 0,29                      |                          |                          |
|                                                                                   | Sylvie Giovannini Régionaliste (Femu a Corsica) | 92                        | 0,23                      |                          |                          |
|                                                                                   | Sacha Guerbe Divers (Allons enfants) | 46                        | 0,12                      |                          |                          |
|                                                                                   | Jean Gautier Divers | 4                         | 0,01                      |                          |                          |
|                                                                                   | Sébastien Peretti Divers (Groupement des anciens légionnaires)                                                                                           | 0                         | 0,00                      |                          |                          |
| Source : Ministère de l'Intérieur - Deuxième circonscription des Bouches-du-Rhône | |                           |                           |                          |                          |

Le suppléant de Claire Pitollat était Michel Giusti, militant associatif, ancien administrateur général des Finances Publiques.

### Élections législatives de 2022
Les élections législatives françaises de 2022 se déroulent les dimanches 12 et 19 juin 2022.
| Résultats des élections législatives des 12 et 19 juin 2022 de la 2e circonscription des Bouches-du-Rhône |                          |                          |                          |              |              |             |             |
| Candidat                                                                                                  | Candidat                 | Parti et coalition       | Nuance                   | Premier tour | Premier tour | Second tour | Second tour |
| Candidat                                                                                                  | Candidat                 | Parti et coalition       | Nuance                   | Voix         | %            | Voix        | %           |
| | Claire Pitollat          | LREM (ENS)               | ENS                      | 12 026       | 29,85        | 22 005      | 61,64       |
| | Alexandre Rupnik         | EÉLV (NUPES)             | NUP                      | 10 101       | 25,07        | 13 697      | 38,36       |
| | Clémence Parodi          | RN                       | RN                       | 6 561        | 16,29        |             |             |
| | Sabine Bernasconi        | LR (UDC)                 | LR                       | 5 262        | 13,06        |             |             |
| | Jean-Marc Graffeo        | REC                      | REC                      | 3 480        | 8,64         |             |             |
| | Dominique Surry          | LT-LNÉ (TUPV)            | ECO                      | 943          | 2,34         |             |             |
| | Avi Assouly              | EAC                      | ECO                      | 713          | 1,77         |             |             |
| | Hélène Ermacora          | LP (UPF)                 | DSV                      | 436          | 1,08         |             |             |
| | Florence Denneval        | PA                       | ECO                      | 380          | 0,94         |             |             |
| | Brigitte Espaze          | LO                       | DXG                      | 218          | 0,54         |             |             |
| | Alain Persia             | SE                       | DIV                      | 165          | 0,41         |             |             |
| | Sébastien Peretti        | Flavo                    | DIV                      | 0            | 0,00         |             |             |
| Votes valides                                                                                             | Votes valides            | Votes valides            | Votes valides            | 40 285       | 98,61        | 35 702      | 93,17       |
| Votes blancs                                                                                              | Votes blancs             | Votes blancs             | Votes blancs             | 405          | 0,99         | 1 900       | 4,96        |
| Votes nuls                                                                                                | Votes nuls               | Votes nuls               | Votes nuls               | 161          | 0,39         | 718         | 1,87        |
| Total | Total                    | Total                    | Total                    | 40 851       | 100          | 38 320      | 100         |
| Abstention                                                                                                | Abstention               | Abstention               | Abstention               | 42 762       | 51,14        | 45 287      | 54,17       |
| Inscrits / participation                                                                                  | Inscrits / participation | Inscrits / participation | Inscrits / participation | 83 613       | 48,86        | 83 607      | 45,83       |

Le suppléant de Claire Pitollat était Christophe Roman, infirmier hospitalo-universitaire.

### Élections législatives de 2024
La circonscription est remportée par la gauche pour la première fois depuis les législatives de 1973, notamment du fait, selon le nouveau député Laurent Lhardit, d'un changement de sociologie du 7e arrondissement : « de nouveaux arrivants, plutôt jeunes, votant plus à gauche et sensibles à l'écologie ».
| Candidat                 | Candidat                 | Parti et coalition       | Nuance                   | Premier tour | Premier tour | Second tour | Second tour |
| Candidat                 | Candidat                 | Parti et coalition       | Nuance                   | Voix         | %            | Voix        | %           |
| ------------------------ | ------------------------ | ------------------------ | ------------------------ | ------------ | ------------ | ----------- | ----------- |
|                          | Olivier Rioult           | RN                       | RN                       | 18 836       | 32,06        | 24 789      | 46,36       |
|                          | Laurent Lhardit          | PS (NFP)                 | UG                       | 16 740       | 28,49        | 28 677      | 53,64       |
|                          | Claire Pitollat          | RE (ENS)                 | ENS                      | 15 870       | 27,01        | Retrait     | Retrait     |
|                          | Laure-Agnès Caradec      | LR                       | LR                       | 5 100        | 8,68         |             |             |
|                          | Jean-Marc Graffeo        | REC                      | REC                      | 1 130        | 1,92         |             |             |
|                          | Hugo Roche Poggi         | PRG                      | DVG                      | 847          | 1,44         |             |             |
|                          | Claudine Rodinson        | LO                       | EXG                      | 229          | 0,39         |             |             |
|                          |                          |                          |                          |              |              |             |             |
| Suffrages exprimés       | Suffrages exprimés       | Suffrages exprimés       | Suffrages exprimés       | 58 752       | 98,63        | 53 466      | 92,55       |
| Votes blancs             | Votes blancs             | Votes blancs             | Votes blancs             | 585          | 0,98         | 3 617       | 6,26        |
| Votes nuls               | Votes nuls               | Votes nuls               | Votes nuls               | 230          | 0,39         | 684         | 1,18        |
| Total                    | Total                    | Total                    | Total                    | 59 567       | 100          | 57 767      | 100         |
| Abstention               | Abstention               | Abstention               | Abstention               | 24 873       | 29,46        | 26 694      | 31,61       |
| Inscrits / participation | Inscrits / participation | Inscrits / participation | Inscrits / participation | 84 440       | 70,54        | 84 461      | 68,39       |

La suppléante de Laurent Lhardit est Marie-Hélène Amsallem, cadre à l'Assistance Publique-Hôpitaux de Marseille, adjointe au Maire des 6ème et 8ème arrondissements, déléguée à la santé publique et à l’intergénérationnel, et au quartier Grand Vauban.